# 하야시 시게조

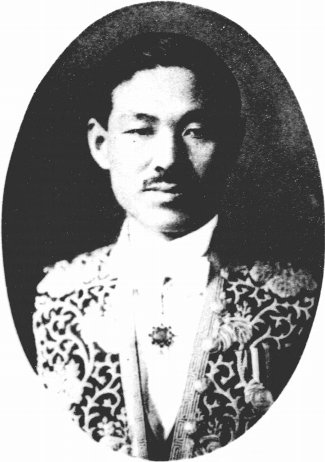
하야시 시게조

하야시 시게조(일본어: 林 繁蔵, 1887년 9월 5일 ~ 1945년 10월 3일)는 일본의 조선총독부 관료이다. 야마모토 사치오는 그의 사위이다.

## 경력
- 1912년 11월: 문관 고등시험 합격
- 1913년 7월: 교토 제국대학 법과대학 정치학과 졸업
- 1914년 5월: 조선총독부 속(屬), 탁지부 세무과 근무
- 1914년 8월: 조선총독부 시보(試補)
- 1914년 12월: 1년 지원병으로 보병 제47연대에 입대 (~ 1915년 11월)
- 1916년 11월: 조선총독부 도사무관, 경상북도 지방과장
- 1918년 1월: 조선총독부 사무관
- 1919년 9월: 조선총독부 재무국 관세과장 겸 재무국 임시관세조사과장
- 1921년 6월: 재무국 사계과장
- 1928년 1월: 재무국 이재과장
- 1929년 11월: 재무국장 (~ 1937년 10월)
- 1937년 10월: 조선식산은행 총재
- 1945년 9월: 일본으로 복귀

## 참고 문헌
- 전간기관료제연구회 편, 하타 이쿠히코 저, 《전간기 일본관료제의 제도·조직·인사》, 도쿄 대학 출판회, 1981년